# 洪富
洪富（1488年—1560年），字国昌，號新齋，福建晋江人，祖籍江西樂平，明朝政治人物，进士出身。

## 生平
早年受業于蔡虚斋门人吴铨、林同門下，專心研究《易學》。福建乡试第五十七名举人，嘉靖八年（1529年）登己丑科二甲进士。洪富未登第時，任國子監祭酒的嚴嵩，曾聘他為兒子嚴世蕃的老師，後來嚴嵩官至內閣首輔，大權在攬，洪富卻不因私人關係登門拜謁，營謀官職，因此人人都很看重他的為人。
授刑部主事，历郎中，出任雷州府知府，憲副吳玭的手下殺了人。洪富按律將其處以死刑。吳玭卻偏袒手下，要求洪富放人，洪富不肯。吳玭大怒，另派官員辦理此案，洪富堅決表示，如果不依法辦案，他也不要頭上的這頂烏紗帽了，結果罪犯被依法判了死刑。後升任两浙转运使。
任內有巡鹽御史唐臣，幾次暗示洪富，想索賄賂，洪富卻說“我怎麼能靠貪污來討好上司呢？”御史大怒。剛好有個商人的兒子來上訴，說他父親二十多年前交了一筆鹽稅，因得病死去沒有買鹽，要求如數批給購鹽的份額，洪富經查明為事實，如數發給商人的兒子購鹽的鹽引。御史得知此事後，把商人的兒子抓去嚴打拷問，迫他承認向洪富行賄，那商人的兒子被打得體無完膚。說：“打死我也罷，我怎敢污衊清官？”
後丁內艱，服除補兩淮轉運使。半年後，擢四川参政。兵部左侍郎張岳總督湖、貴、川、滇四省軍務，在四川境內征餉、徵兵，四川巡撫李香不答應，洪富據理力爭，導致他與上司兩不相容，遂決意辭官歸里。洪富回家後，深居簡出，以詩書自娛，以誠心篤行教誨鄉人，人稱長者。

## 著作
著有《淺說》一部。

## 家族
曾祖洪廷厚。祖父洪謙德。父洪贺。母吴氏，继母吴氏。具庆下。弟洪饶、养素、养氣。
孫洪澄源，官至雲南右布政使。